# Anuario de Historia del Derecho Español
Anuario de Historia del Derecho Español es una publicación jurídica que se edita en España desde 1924.

## Precedentes
En 1910 se crea el Centro de Estudios Históricos, en el que un destacado grupo de jóvenes trabaja en la preparación de sus tesis doctorales y constituye la base de lo que luego será la Escuela de Hinojosa. Entre estos destacan Ramos Loscertales, Galo Sánchez y Claudio Sánchez Albornoz. La edad de estos apenas rondaba los veinte años.
Tras el fallecimiento de Hinojosa, en 1919, los intereses renovadores de estos tres discípulos habían alcanzado ya a otros estudiosos como Segura Soriano, Ots Capdequí y Prieto Bances. El citado grupo, heterogéneo en inquietudes y formación, fundará la Escuela de Hinojosa. No se trató de una escuela en sentido estricto, pues tenían gran disparidad de opiniones. Era Escuela en tanto que, todos los historiadores del Derecho, de cualquier adscripción ideológica, se sentían deudores del profesor Hinojosa por ser el fundador de una ciencia moderna, crítica, europeísta y rigurosa.

## El Anuario
En 1924 Claudio Sánchez-Albornoz reúne a los seguidores de Hinojosa para fundar el Anuario de Historia del Derecho español (AHDE), en cuyo volumen primero se hablaba de dar cabida a “trabajos referentes a la historia del derecho español, entendiéndose ésta en su sentido extenso y abarcando pues, desde las más remotas a las más recientes etapas de nuestra evolución jurídica”. Las primeras páginas de la revista las ocupó un artículo de Ramos Loscertales. La revista se ha publicado año tras año hasta nuestros días, salvo el paréntesis de la Guerra Civil.
Una década después de fundarse el anuario se incorporan a él importantes investigadores y docentes: López Ortiz, Riaza, Rubio Sacristán y otros. Por su proyección ulterior merecen especial mención Manuel Torres López y Alfonso García-Gallo.
Alfonso García-Gallo fue un joven colaborador del Anuario en su primera etapa, y se convertirá luego en el personaje clave de la segunda. La guerra terminó con el Centro de Estudios Históricos, con la Sociedad Hinojosa y con aquel grupo de colaboradores, de los que alguno murió y varios se exiliaron. La publicación se reanuda en 1942 cogiendo ritmo en los años siguientes. Acoge entonces la revista a los romanistas, representados por la asidua colaboración de Álvaro d'Ors, lo que convierte el Anuario en una revista fundamental para los estudiosos del derecho romano.
Esta gran empresa científica ha obtenido universal reconocimiento. La responsabilidad y los méritos de la primera etapa corresponden principalmente a Sánchez Albornoz y los de la segunda a García-Gallo. El difícil manejo de los volúmenes se convirtió en una tarea fácil gracias a un volumen especial de índices, preparado en 1982 por las doctoras Ana María Barrero y María Luz Alonso.
Por último, cabe destacar, que el Anuario ha sido siempre la publicación central de los historiadores del Derecho, pero en los últimos años no ha sido la única. Algunos Institutos universitarios vienen publicando revistas de notable interés, este es el caso del Instituto de Derecho Común de la Universidad de Murcia entre otros.